# Lingua hurrita
La lingua hurrita, detta anche hurrica o urrita, è una lingua estinta della famiglia hurro-urartea parlata nell'Anatolia meridionale nel periodo che va dal 2500 a.C. al 1000 a.C. dal popolo degli Hurriti.
L'hurrita era la lingua del regno mitanno nella Mesopotamia settentrionale e probabilmente era parlato almeno all'inizio degli insediamenti hurriti in Siria. Si ritiene che i parlanti di questa lingua provenissero dalle montagne dell'Armenia e si siano diffusi nell'Anatolia sudorientale e nella Mesopotamia settentrionale all'inizio del II millennio a.C.
I centri più importanti in cui veniva parlata erano la capitale Wassukanni e le città di Taite (ad oggi localizzazione sconosciuta), Nuzi, Qatna e Alalakh, oltre alla capitale del regno ittita, Hattuša.

La lingua hurrita si caratterizza per il fatto di disporre di un sistema di tipo ergativo.
La forma di scrittura adottata è cuneiforme sillabico di derivazione accadica.
Un numero piuttosto consistente di linguisti russi, compreso Sergei Starostin, propone una presunta corrispondenza nelle strutture grammaticali, nella fonologia, nei numerali, tra etrusco, hurrita e le lingue caucasiche nordorientali.

## Storia
I più antichi testi hurriani conosciuti sono nomi personali e toponimi della fine del III millennio a.C.. I testi più antichi risalgono all'epoca del re Tishatal di Urkesh (inizio del II millennio a.C.). Gli archeologi hanno trovato numerose epopee, giuramenti, testi predittivi e lettere ad Hattuša, Mari, Tuttul, Babilonia, Ugarit e altri siti. Tuttavia, il testo più importante per la comprensione della lingua è una lunga lettera rinvenuta ad Amarna, in Egitto. Fu scritta dal re di Mitanni Tushratta al faraone Amenhotep III.
A partire dal XIV secolo a.C., il territorio urano cominciò a essere penetrato da nord e da ovest dagli Ittiti e, un po' più tardi, da est e da sud dagli Assiri, finché entrambe le potenze finirono per dividersi completamente il territorio urano. Le invasioni dei Popoli del Mare nel XII secolo a.C. portarono a ulteriori cambiamenti politici. Altre lingue scritte come l'ittita e l'ugaritico si estinsero. Da quel momento in poi si trovano tracce dell'hurrita solo nei nomi di persone e nei toponimi presenti nei testi accadici o urartei. Non si sa quindi se l'hurrita sia esistito ancora per qualche tempo come lingua parlata.

## Variazioni dialettali
L'hurrita della lettera di Tushratta, sovrano di Mitanni, si differenzia nettamente da quello dei testi presenti ad Hattuša. Mentre nel regno diMitanni le coppie di vocali i/e e u/o sono differenziate, nel dialetto dei testi da Hattuša esse si sono fuse rispettivamente in i e u. Ci sono differenze anche nella morfologia. Tuttavia, si presume che i diversi dialetti appartengano alla stessa lingua. Una lingua mista tra l'hurrita e l'accadico è nota a Nuzi, una città della provincia mitannica del regno di Arrapha, e a Qatna in Siria.